# تصنيف كولون
تصنيف كولون (بالإنجليزية: Colon classification)‏ ويختصر بـ (CC)، هو نظام تصنيف للمكتبات طوره رانغاناثان. أول طبعة منه كانت في العام 1933. ومنذ ذلك الحين صدرت 6 طبعات أخرى. يُستخدم هذا التصنيف بشكل خاص في مكتبات الهند.
درس رانجاناثان في لندن وبعد عودته لبلاده أدرك الحاجة الماسة إلى نظام جديد للتصنيف أسماه تصنيف كولون بسبب استخدام النقطتان أو الشارحة (:) لبناء الأرقام، خرجت الطبعة الأولى عام 1933 وكانت آخر طبعة هي السادسة عام 1963، وقد أثرت وفاة المؤلف عام 1973 على جمود وعدم تطور هذا التصنيف ومن إصدار طبعة جديدة الكثير من المشتغلين بعلوم التصنيف يرون أن تصنيف كولون يعتبر جديدا، ولكن العالم فيلبس رأى أن كولون يعالج مشاكل التصنيف بطريقة تبدو جديدة ولكنها في الأساس مبنية على أسس التي وضعها براون وديوي إن تصنيف كولون هو نظام تحليل تركيبي لأن الكتاب أو أي مادة يراد تصنيفها قد تتناول أكثر من موضوع أو يبحث الموضوع الواحد من جوانب مختلفة

## كيفية تحديد الرقم المناسب في تصنيف كولون
يقوم المصنف بتحليل الحقل الموضوعي لمعرفة الجانب أو جوانب مشتركة التي يبحث فيها لتحديد الرقم المناسب للكتاب وبعد التحليل تأتي عملية بناء رقم التصنيف وذلك بفصل الأوجه المختلفة بواسطة علامات الوقف

## ميزات وسلبيات نظام الكولون
يتصف تصنيف الكولون بالمرونة لاستخدامه الكسر العشري فنجد أن كل قسم يحلل لعدة أوجه متعددة، نجح هذا التصنيف في تصنيف الوثائق التي تعتمد في تنظيمها على استخدام الحاسب الالي سلبياته:
صعوبة الرمز بسبب استخدام علامات الترقيم بشكل كبير وإضافة بعض الحروف اليونانية وادخالها مع الحروف الرومانية جعل بساطة الرمز غير ممكنة
المتتبع لطبعات تصنيف كولون يجد تغييرات جوهرية تدل أن هذا التصنيف لم يصل لمرحلة الثبات والاستقرار
طبق هذا التصنيف عدد من المكتبات الهندية والبريطانية الا أن معظم مكتبات لم تقبل استخدامه ربما لعدم الاقتناع بعدم صلاحيته في الوقت الحالي

## الأقسام الرئيسية لتصنيف الكولون
a/z القسم العام:
1-9 اوليات مثل:
1-المعارف العامة
2-علم المكتبات
3-علم الكتاب
4-الصحافة
العلم A
العلوم الرياضية B
الرياضيات B
العلوم الطبيعية F
الطبيعة F
الهندسة D
الكيمياء E
التكنولوجية الكيميائية F
علم الحياة G
علم الجيولوجيا H
استخراج المعادن N
علم النبات I
الزراعة J
علم الحيوان K
علم الاقتصاد الحيواني
الطب L
الفنون التطبيقية M
الانسانيات والعلوم الاجتماعية M
التجربة الروحية والتصوف
الانسانيات V
الفنون الجميلة N
الادب O
اللغات P
الدين Q
الفلسفة R
علم النفس S
العلوم الاجتماعية
التربية I
الجغرافيا U
التاريخ V
علم السياسة W
علم الاقتصاد X
علم الاجتماع Y
القانون Z